# محمد رضا علي زماني
محمد رضا علي زماني (حوالي 1972 – 28 يناير 2010) هو ناشط إيراني يعمل في “اللجنة الملكية بإيران” أو جمعية المملكة الإيرانية، صدر في حقه حكمًا بالإعدام من محكمة الثورة الإسلامية، في أكتوبر عام 2009 بتهمة المحاربة — “الخروج المسلح على النظام الإسلامي في إيران,” — وتم تنفيذ حكم الإعدام في الثامن والعشرين من يناير عام 2010.
وفقًا للائحة الاتهام الموجهة إليه، انضم علي زماني إلى جمعية المملكة الإيرانية “بعد أن سمع عنها على قناة فضائية” ويُتهم علي زماني “بتوزيع أقراص مدمجة ومنشورات مناهضة للنظام” and “ونسخ من كتاب الآيات الشيطانية,” وهو كذلك متهم بالتدريب على استخدام الأسلحة الكيميائية وتقديم معلومات عن المسؤولين الإيرانين “المستهدفين في سلسلة الاغتيالات.” ووفقًا لدوردانيه فولادفاند — المتحدثة الرسمية باسم الجمعية—كان علي زماني يعمل مع المنظمة ولكنه لم يلعب أي دور في الاحتجاجات التي أعقبت الانتخابات. كما أكد المصدر ذاته على أن: “وظيفة علي زماني تنحصر ببساطة في نقل الأخبار إلى محطة الراديو الخاصة بالجمعية وإجراء حزم البث”. تم تنفيذ حكم الإعدام الصادر في حقه في يناير عام 2010.
كانت قضية علي زماني هي الأولى التي يصدر فيها حكم بالإعدام عقب الاحتجاجات الواسعة التي أعقبت انتخابات 2009, ويخشى “نشطاء حقوق الإنسان” من أن هذا الحكم قد “يُمهد الطريق لمزيد من أحكام الإعدام النابعة من دوافع سياسية” في إيران.
بينما رجح مارك فيتزباتريك من المعهد الدولي للدراسات الإستراتيجية، أن يكون الحكم القاسي الذي صدر في حق علي زماني هو محاولة من الحكومة الإيرانية لإخماد أي احتجاجات في المستقبل، وقال: "يبدو أن النظام ما زال يشعر بالضعف ولهذا يستخدم كل صلاحيات السيطرة المخولة له للقضاء على الاحتجاجات.